# Gianni Lanzinger

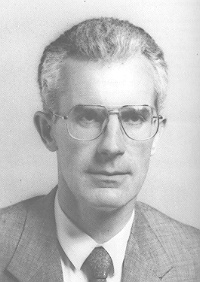
Gianni Lanzinger

Gianni Lanzinger (* 29. September 1941 in Bozen) ist ein italienischer Rechtsanwalt und Politiker aus Südtirol.

## Leben
Nach seinem Studium begann Lanzinger in den 60er Jahren als Rechtsanwalt zu arbeiten. Er führt eine in Arbeitsrecht spezialisierte Kanzlei in Bozen.
Politisch wurde Lanzinger früh durch Kontakte mit Lidia Menapace beeinflusst. Zunächst war er in der katholischen Jugendbewegung im zeitlichen Umfeld des Zweiten Vatikanischen Konzils aktiv, anschließend in der Lotta Continua. In den 80er Jahren war Lanzinger mehrmals Mitglied des Bozner Gemeinderats: Von 1980 bis 1985 vertrat er dort die von Alexander Langer begründete Neue Linke/Nuova Sinistra, von 1985 bis 1987 die Alternative Liste für das andere Südtirol und zuletzt noch 1989 die Grünen. 1987 konnte Lanzinger als Kandidat der Grünen über ein gesamtstaatliches Reststimmenmandat in die italienische Abgeordnetenkammer einziehen, der er bis 1992 angehörte.